# 成和德
成和德（英語：Odorico Cheng He-de，1873年9月22日—1928年11月13日，聖名：奧多利各），是天主教中國籍主教及方濟會會士。首批國籍主教之一，曾任前蒲圻宗座監牧區宗座監牧（1924－1928年）。

## 生平
成和德出生於1873年9月22日，清朝湖北省老河口。他年幼時在茶園溝上學，10歲時與另一位方濟會備修生到了義大利受訓。他於1894年8月7日在拉羅納正式加入方濟會，並攻讀神哲學。1900年6月畢業於科爾托納聖瑪格麗特修院，並同年7月15日在當地晉鐸。
1903年1月回國傳教四年後，出任茶園溝備修院副院長一職凡十四年之久。他著有熱心神功及歷史書籍，把方濟會規翻譯為中文，並為中國學子編寫了一部意大利文法書《義華文規》。他曾於湖北湖南總修院教授哲學兩年。
1924年3月21日，成和德獲時任教宗庇護十一世任命為新設立蒲圻宗座監牧區首任宗座監牧，領銜科騰納教區主教。他亦是繼羅文藻主教264年後，再有中國籍司鐸獲任命為主教。同年5月15日，他出席在上海舉行的首屆中國教務會議。
1926年10月28日，成和德與趙懷義、朱開敏、胡若山、孫德楨、陳國砥六位首批中國籍主教在羅馬由教宗庇護十一世親自祝聖晉牧。
1928年，在成和德在中華民國湖南省衡陽）去世，遺體葬在蒲折，享年55歲。